# ロトフェルンロール 7

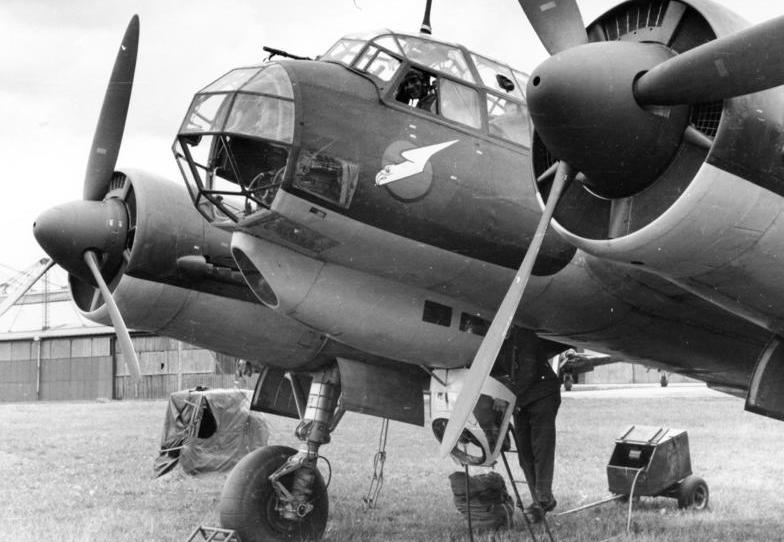
Ju 88の機首下部の平面ガラス付きフェアリング

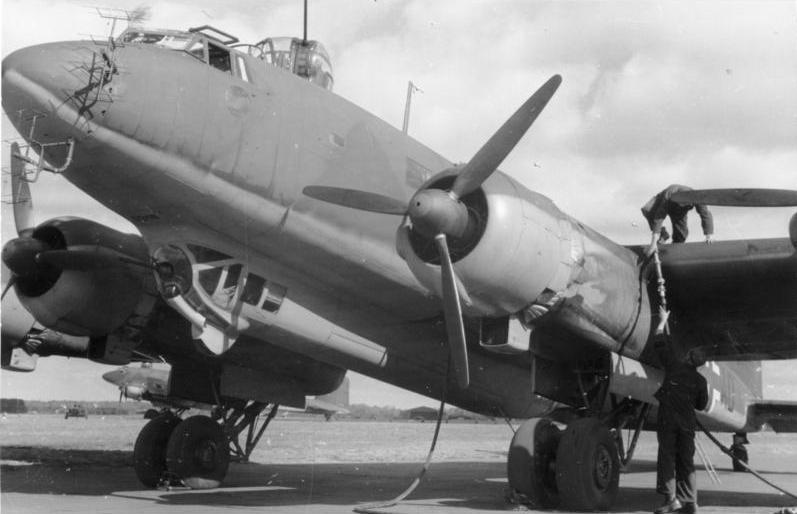
Fw 200のゴンドラ下部から突出したフェアリング

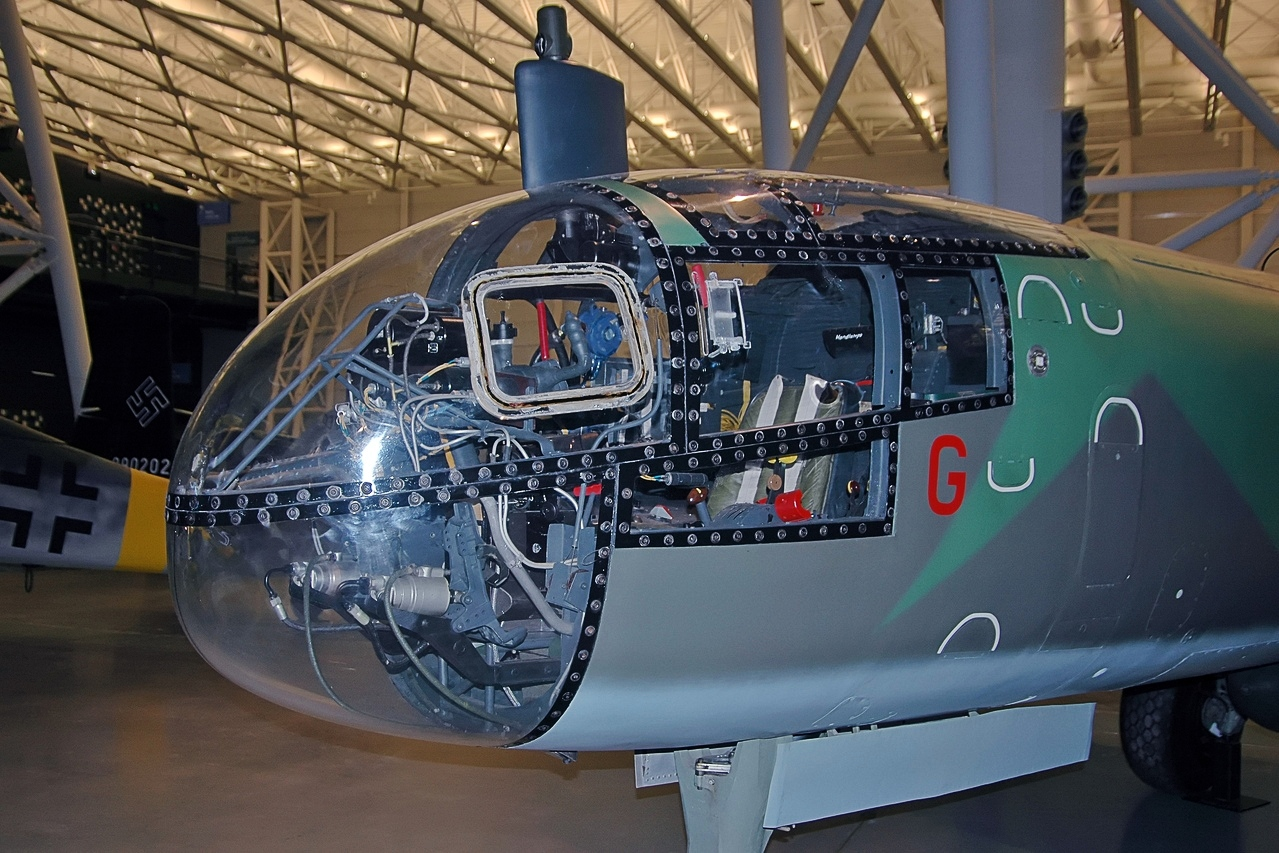
Ar 234Bの機首下（前脚の直前）に僅かに突き出したミラーチューブ

ロトフェルンロール 7（ドイツ語: Lotfernrohr 7）は、第二次世界大戦期にカール・ツァイス社で製造された爆撃照準器である。戦争後期のドイツ空軍のほとんどの水平爆撃機で使用された。ロトフェ 7（ドイツ語: Lotfe 7）の略称でも知られる。Lotfernrohrを直訳すると「鉛直望遠鏡」となる。
1942年に単純なロトフェルンロール 3とBZG 2爆撃照準器からの代替が始まり最終的に完全にそれらに取って代わった。ロトフェ 7はアメリカ合衆国のノルデン爆撃照準器に似た先進的な機械機構を持っていたが操作や整備は遥かに簡単であった。ロトフェ 7の基本コンセプトは、ノルデン工場で働いていた「デュケインのスパイ網」の一員ヘルマン・W・ラング（Herman W. Lang）によりドイツ空軍にもたらされた資料を基にしていたという歴史的な証拠が残っている。
ノルデン爆撃照準器は、爆撃照準器自体とそれが取り付けられた大きな安定装置の2つの主要な部品で構成されていた。双方共に非常に複雑で稼動状態に保つためには別々に整備しなければならなかった。それと比較してロトフェ 7は劇的に簡便で、膨大な機械機構と小さな望遠鏡に目標の画像を投射する鏡が付いた箱の底部から突き出したミラーチューブが1つの金属製の箱の中に収まっていた。機械機構は、ノルデン爆撃照準器の安定装置と爆撃照準器の機能を併せ持ち、航空機が移動しても目標を追尾し続けると同時に目標の画像が安定するように鏡を動かした。そのうえ操作はノルデン爆撃照準器よりも遥かに簡単で、筐体の中で別々に取り付けられている目標照準用の主要な3つの大きな瘤付きノブを手探りで調整するだけであった。
操作は幾分ノルデン爆撃照準器に似ており、爆撃手は最初に目標を爆撃照準器内に捉え、アイピース内で目標が静止するまでダイアルを調節する。これにより爆撃照準器は偏流(drift rate)の影響を排除して対気速度を計算（逆に言うと対地速度の正確な計算が）できるようになる。ノルデン爆撃照準器とは異なりロトフェ 7は機首前方の目標を直接視認することができることから爆撃手は爆撃機の近くに位置するテスト目標を使用して計器を"事前調整"する必要も無く、本物の目標で照準を調節できた。ロトフェ 7は機体前方の90度から40度、左右20度までの範囲の目標に対して使用することができた。最終爆撃行程では自動操縦に入れられる一方で爆撃照準器は爆撃手の入力の変更に従って逐次飛行経路を調整した。
ロトフェ 7は通常胴体を貫通して機体外部まで突き出したミラーチューブが機首に据え付けられていた。ユンカース Ju 88やハインケル He 111といった機種への装着はほとんどの場合はミラーチューブが機首にある平面ガラス付きの胴体下部フェアリング（覆い）まで延びていた。アラド Ar 234やメッサーシュミットMe262の爆撃機型試作機ではミラーチューブは機外に露呈しておりミラー窓は機体の形状と一体化するように整形されていた。単座のAr 234の場合は爆撃照準器を操作することが困難なため、最初に自動操縦に切り替えてパイロットが操縦桿を離してから爆撃照準器を操作した。
戦後、約1,000基の未使用のロトフェ 7がツァイス社の工場で見つかりソビエト連邦へ送られた。これらはノースアメリカン B-25に搭載されていた遥かに複雑なノルデン爆撃照準器の代わりに使用する予定であったが、ロトフェ 7はSi-1自動操縦装置との相性が悪くこの不具合は解決されなかった。

## 派生型
ロトフェ 7 - ユンカース Ju 88
ロトフェ 7A - ハインケル He 111H-5
ロトフェ 7B - 不明
ロトフェ 7C - アラド Ar 234、Ju 88
ロトフェ 7D - Ju 88、Ar 234、フォッケウルフ Fw 200
ロトフェ 7H - Ju 88、Fw 200、メッサーシュミットMe262 A-2a/U2
ロトフェ 7K - Ar 234、Me 262A-2a/U2
ロトフェ 7K-2 - Me 262A-2a/U2